# Songs and Music from "She's the One"
Songs and Music from "She's the One" es el noveno álbum de estudio del grupo estadounidense Tom Petty and the Heartbreakers, publicado por la compañía discográfica Warner Bros. Records en agosto de 1996. El álbum sirvió como banda sonora del largometraje de 1996 She's the One, escrito y dirigido por Edward Burns.
Songs and Music from "She's the One" alcanzó el puesto quince en la lista estadounidense Billboard 200 y fue certificado como disco de oro por la RIAA en diciembre de 1996 al superar el medio millón de copias vendidas en el país. Por otra parte, la canción «Walls (Circus)» llegó al puesto 69 en la lista Billboard Hot 100 y al seis en la Mainstream Rock Tracks, mientras que «Climb That Hill» igualó al anterior sencillo en la segunda lista.
La banda sonora no fue mencionada en Running Down a Dream, un documental de cuatro horas sobre la carrera musical de Petty, aunque incluye a Tom realizando una sesión de estudio de la canción «Angel Dream (No. 4)»

## Lista de canciones
Todas las canciones escritas y compuestas por Tom Petty excepto donde se anota. 
| N.º | Título                  | Escritor(es)             | Duración |  |
| 1.  | «Walls (Circus)»        |                          | 4:25     |  |
| 2.  | «Grew Up Fast»          |                          | 5:09     |  |
| 3.  | «Zero from Outer Space» |                          | 3:08     |  |
| 4.  | «Climb That Hill»       | Tom Petty, Mike Campbell | 3:57     |  |
| 5.  | «Change the Locks»      | Lucinda Williams         | 4:56     |  |
| 6.  | «Angel Dream (No. 4)»   |                          | 2:27     |  |
| 7.  | «Hope You Never»        |                          | 3:02     |  |
| 8.  | «Asshole»               | Beck Hansen              | 3:11     |  |
| 9.  | «Supernatural Radio»    |                          | 5:22     |  |
| 10. | «California»            |                          | 2:39     |  |
| 11. | «Hope on Board»         |                          | 1:18     |  |
| 12. | «Walls (No. 3)»         |                          | 3:03     |  |
| 13. | «Angel Dream (No. 2)»   |                          | 2:27     |  |
| 14. | «Hung Up and Overdue»   |                          | 5:48     |  |
| 15. | «Airport»               |                          | 0:57     |  |

## Personal
Tom Petty & The Heartbreakers
- Tom Petty: voz, guitarra, armónica, piano y clavecín
- Mike Campbell: guitarras, piano y marxophone
- Howie Epstein: bajo y coros
- Benmont Tench: órgano y piano
- Curt Bisquera: batería (excepto en «Hung Up and Overdue», «Hope You Never» y «California»)

Músicos invitados
- Ringo Starr: batería en «Hung Up and Overdue»
- Steve Ferrone: batería en «Hope You Never» y «California»
- Carl Wilson: guitarra y coros
- Lindsey Buckingham: coros en «Walls (Circus)»
- Chris Trujillo: percusión
- Lili Haydn: violín
- Michael Severens: chelo
- Gerri Sutyak: chelo

## Posición en listas
| País           | Lista                   | Posición |
| -------------- | ----------------------- | -------- |
| Alemania       | Media Control Charts    | 20       |
| Austria        | Austrian Top 75 Albums  | 27       |
| Estados Unidos | Billboard 200           | 15       |
| Noruega        | Norwegian Top 40 Albums | 22       |
| Reino Unido    | UK Albums Chart         | 37       |
| Suecia         | Swedish Albums Chart    | 5        |
| Suiza          | Swiss Music Charts      | 27       |